# الدوري الشمالي لكرة القدم 1919–20
الدوري الشمالي لكرة القدم 1919–20 (بالإنجليزية: 1919–20 Northern Football League)‏ هو موسم من الدوري الشمالي لكرة القدم ‏. فاز فيه South Bank F.C. ‏.